# Bonac-Irazein
Bonac-Irazein è un comune francese di 142 abitanti situato nel dipartimento dell'Ariège nella regione dell'Occitania.

## Società

### Evoluzione demografica
Abitanti censiti